# گردان بهادران

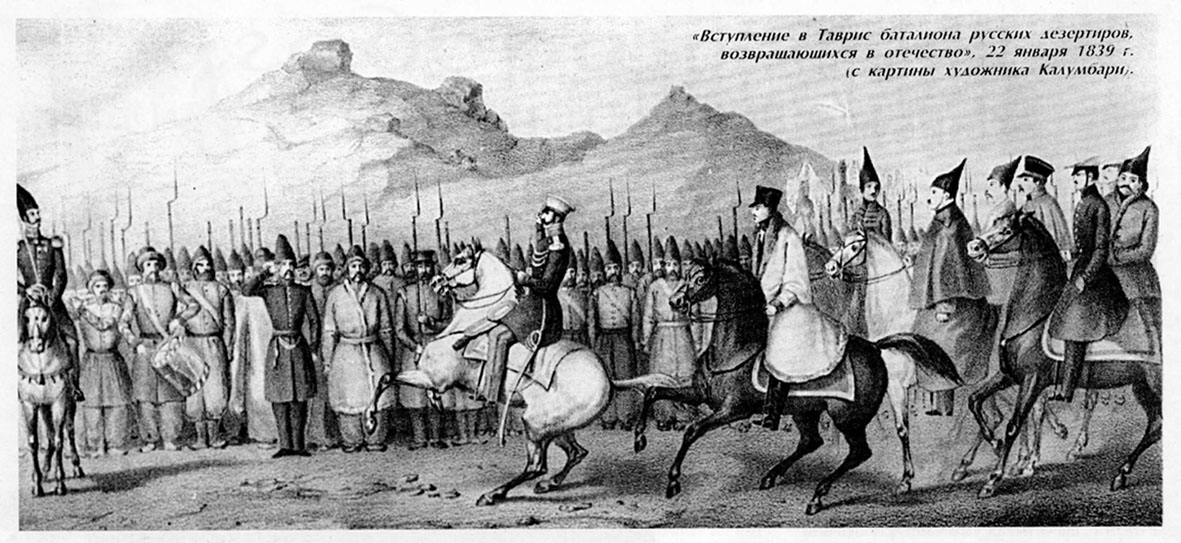
بازگشت گردان بهادران به سرزمین پدری، ورودی تبریز، ۲۲ ژانویه ۱۸۳۸ میلادی، نقاشی اثر کلنل اف. کلمباری.

گردان بهادران یک گردان متشکل از فراریان ارتش امپراتوری روسیه بود که در دوران قاجاریان در ایران شکل گرفت؛ عمدتاً در طول و کمی پس از دوران جنگ‌های ایران و روسیه.